# The Brass Legend
The Brass Legend (br.: Fama de Valente / A lenda do Bronze) é um filme de faroeste estadunidense de  1956 dirigido por Gerd Oswald para a United Artists.

## Elenco
- Hugh O'Brian...Xerife Wade Addams
- Nancy Gates...Linda Gipson
- Raymond Burr...Tris Hatten
- Rebecca Welles...Millie Street
- Donald MacDonald...Clay Gipson
- Robert Burton...Tom Gipson
- Eddie Firestone...Shorty
- Willard Sage...Jonathan Tatum
- Robert Griffin...Doc Ward
- Stacy Harris...George Barlow
- Dennis Cross...Carl Barlow
- Russell Simpson...Auxiliar 'Pop' Jackson
- Norman Leavitt...Auxiliar Cooper
- Vicente Padula...Sanchez
- Clegg Hoyt...Bartender
- Jack Farmer...Earl Barlow
- Michael Garrett...Auxiliar Charlie
- Charles Delaney...Auxiliar
- Paul Sorensen

## Sinopse
O fora-da-lei procurado Tris Hatten volta para a pequena cidade do Arizona chamada Apache Bend, para se encontrar  com sua ex-amante prostituta Millie Street. Clay Gipson, o irmão adolescente da namorada do xerife Wade Addams, segue a mulher e localiza  o esconderijo do bandido. Ele avisa o xerife que imediatamente cavalga para lá e captura Hatten quando ele estava com a amante. Wade avisa a Clay para que não conte a ninguém que fora o informante por temer pela vida dele, mas o pai do menino, Tom, fica sabendo e fica orgulhoso do ocorrido. Ele vai até ao jornalista Jonatham Tatum e pede que publique no jornal a notícia e depois reclame a recompensa para o menino. Não demora muito e amigos quadrilheiros de Hatten chegam a cidade para soltá-lo e o menino Clay sofre um atentado. No final, há o duelo entre Wade e Hatten.

## Ligação externa
- The Brass Legend. no IMDb.